# Atena Daemi
Atena Daemi (27 maart 1988, Teheran), is een mensenrechtenverdedigster uit Iran. Zij houdt zich vooral bezig met vrouwen- en kinderrechten. Daarnaast is ze openlijk tegenstandster van de doodstraf.

## Gevangenisstraf
Daemi zit een celstraf uit van zeven jaar vanwege haar kritiek op de doodstraf in Iran. In november 2016 vielen gemaskerde agenten haar huis binnen om haar te arresteren. Toen Daemi een arrestatiebevel wilde zien, sloegen ze haar en gebruikten pepperspray. Haar zussen probeerden tussenbeide te komen, maar werden ook mishandeld. Zij werden op 23 maart 2017 veroordeeld tot drie maanden celstraf, wegens belediging van politie-agenten bij Daemi‘s arrestatie.
Op 15 februari 2018 gingen Daemi en medegevangene en -activiste Golrokh Ebrahimi Iraee in hongerstaking. Sinds 9 maart 2018 zitten ze in de Shahr-e Rey-gevangenis in de stad Varamin in isolatie.